# Liste der Monuments historiques in Virey-sous-Bar
Die Liste der Monuments historiques in Virey-sous-Bar führt die Monuments historiques in der französischen Gemeinde Virey-sous-Bar auf.

## Liste der Objekte
| Bezeichnung                | Beschreibung                       | Standort                        | Kennzeichnung | Schutzstatus | Datum | Bild |
| -------------------------- | ---------------------------------- | ------------------------------- | ------------- | ------------ | ----- | ---- |
| Grenzstein                 | Kalkstein, um 1900 (?)             | östlich des Ortes (Lage)        | PM10000314    | Classé       | 1920  |      |
| Skulptur Heilige Elisabeth | Kalkstein, farbig gefasst, um 1520 | in der Kirche St-Étienne (Lage) | PM10002976    | Classé       | 1908  |      |